# Hiraea grandifolia
Hiraea grandifolia är en tvåhjärtbladig växtart som beskrevs av Paul Carpenter Standley och L. O. Williams. Hiraea grandifolia ingår i släktet Hiraea och familjen Malpighiaceae. Utöver nominatformen finns också underarten H. g. parvifructa.